# Klaus Dieter Kirst
Klaus Dieter Kirst (* 14. September 1940 in Meiningen) ist ein deutscher Opern- und Theaterregisseur.

## Leben
Klaus Dieter Kirst absolvierte von 1960 bis 1964 ein Studium der Theaterwissenschaften an der Theaterhochschule Leipzig. Ab 1964 arbeitete als Regieassistent, ab 1969 als Regisseur am Staatsschauspiel Dresden. Seit 1977 folgten Gastinszenierungen an verschiedenen Schauspiel- und Opernhäusern, unter anderem in Hamburg, Berlin, Wien, Wuppertal, Graz.
1989 führte er Regie bei dem Stück „Die Ritter der Tafelrunde“ von Christoph Hein, welches Parallelen zum Ende der DDR assoziierte.
Kirst ist Mitglied der Sächsischen Akademie der Künste.
Kirst lebt in Dresden.

## Auszeichnungen
- 1978 Kunstpreis der DDR
- 1987 Martin-Andersen-Nexö-Kunstpreis der Stadt Dresden
- Seit 2010 ist er Ehrenmitglied des Staatsschauspiels Dresden

## Inszenierungen (Auswahl)
Staatsschauspiel Dresden (Staatstheater)
- 1969: Frau Jenny Treibel (Claus Hammel)
- 1972: Minna von Barnhelm (Lessing)
- 1972: Herr Puntila und sein Knecht Matti (Brecht)
- 1973: Adam und Eva (Hacks)
- 1976: Prexaspes (Hacks; Uraufführung)
- 1976: Ein Gespräch im Hause Stein über den abwesenden Herrn von Goethe (Hacks)
- 1976: Litauische Claviere, Oper für Schauspieler nach dem Roman von Johannes Bobrowski (Rainer Kunad/Gerhard Wolf)
- 1977: Elektra (Sophokles)
- 1979: Nathan der Weise (Lessing)
- 1980: Senecas Tod (Hacks)
- 1982: Ein Wintermärchen (Shakespeare)
- 1985: Der Kaufmann von Venedig (Shakespeare)
- 1987: Passage (Christoph Hein)
- 1989: Die Ritter der Tafelrunde (Christoph Hein)
- 1991: Dreigroschenoper (Brecht/Weill)
- 1995: Dämonen (Noren)
- 1996: Der zerbrochene Krug (Kleist)
- 1997: The Black Rider (Wilson/Waits/Borroughs)
- 1997: Gyges und sein Ring (Hebbel)
- 1998: Die Heilige Johanna der Schlachthöfe (Brecht)
- 1999: Iphigenie auf Tauris (Goethe)
- 2001: Judith (Hebbel)
- 2004: Der Menschenfeind (Molière)

Andere Häuser
- 1977: Lulu (Wedekind), Graz
- 1987: Filumena Marturano (De Filippo), Theater in der Josefstadt Wien
- 1988: Die Hochzeit des Figaro (Mozart), Opernhaus Bremen
- 1993: Die Entführung aus dem Serail (Mozart), Aalto-Theater Essen
- 1994–96: Der Ring des Nibelungen (Wagner), Aalto-Theater Essen
- 1994: Das Rheingold (Wagner), Nationaltheater Mannheim
- 1995–96: Die Walküre, Siegfried und Götterdämmerung (Wagner), Nationaltheater Mannheim
- 2000: Die Zauberflöte (Mozart), Staatsoperette Dresden
- 2000: Der Troubadour (Verdi), Mannheimer Nationaltheater